# Morruda (manzana)
Morruda es el nombre de una variedad cultivar de manzano (Malus domestica). Esta manzana está cultivada en la colección de germoplasma de manzanas del CSIC. Así mismo está cultivada en diversos viveros entre ellos algunos dedicados a conservación de árboles frutales en peligro de desaparición. Esta manzana es originaria de La Rioja, donde tuvo su mejor época de cultivo comercial antes de la década de 1960, y actualmente en menor medida aún se encuentra.

## Sinónimos
- "Manzana Morruda".[6][8][9]

## Historia
'Morruda' es una variedad de manzana de la comunidad autónoma de La Rioja (Lardero, provincia de Logroño), cuyo cultivo conoció cierta expansión en el pasado, siendo una de las variedades de las consideradas difundidas, clasificándose en esta manera, pues en las distintas prospecciones llevadas a cabo por las provincias españolas, se registraron repetidamente y en emplazamientos diversos, a veces distantes, sin constituir nunca núcleos importantes de producción.
'Morruda' está considerada incluida en las variedades locales autóctonas muy antiguas, cuyo cultivo se centraba en comarcas muy definidas. Se caracterizaban por su buena adaptación a sus ecosistemas y podrían tener interés genético en virtud de su adaptación. Se encontraban diseminadas por todas las regiones fruteras españolas, aunque eran especialmente frecuentes en la España húmeda. Estas se podían clasificar en dos subgrupos: de mesa y de sidra (aunque algunas tenían aptitud mixta).
'Morruda' es una variedad clasificada como de mesa; difundido su cultivo en el pasado por los viveros comerciales y cuyo cultivo en la actualidad se ha reducido a huertos familiares y jardines privados.

## Características
El manzano de la variedad 'Morruda' tiene un vigor alto; florece a inicios de mayo; tubo del cáliz de regular tamaño, más bien triangular, y con los estambres insertos en la parte media, pistilo fuerte.
La variedad de manzana 'Morruda' tiene un fruto de tamaño medio a grande; forma cónico-truncada o esférica, con acostillado más o menos marcado y contorno a veces hexagonal; piel levemente grasa; con color de fondo amarillo intenso, importancia de sobre color medio, color del sobre color rojo, distribución del sobre color en chapa, presenta chapa más o menos amplia rojo ciclamen, acusa punteado numeroso, blanquecino o ruginoso, con aureola blanca o rojiza, y una sensibilidad al "russeting" (pardeamiento áspero superficial que presentan algunas variedades) débil; pedúnculo corto y medio, leñoso y pubescente, anchura de la cavidad peduncular más bien amplia, profundidad de la cavidad pedúncular profunda, ensanchándose desde su base, fondo con ruginosidad verde marrón que rebasa la cavidad, bordes ondulados, y con importancia del "russeting" en cavidad peduncular medio; anchura de la cavidad calicina ancha, profundidad de la cav. calicina poco profunda, de fondo suavemente fruncido, borde ondulado en forma de mamelón, y con importancia del "russeting" en cavidad calicina débil; ojo medio, abierto, cerrado o entreabierto; sépalos triangulares, vueltos hacia fuera o entrecruzados, verdes y tomentosos.
Carne de color blanco amarilla con fibras verdosas; textura tierna, suavemente crujiente; sabor agradable y perfumada; corazón pequeño, semi-acordado; eje cerrado o entreabierto; celdas alargadas, cartilaginosas; semillas poco abundantes y de tamaño más bien pequeño.
La manzana 'Morruda' tiene una época de maduración y recolección tardía en otoño-invierno, se recolecta desde mediados de octubre hasta finales de noviembre. Se usa como manzana de mesa fresca.